# پتانسیل وابسته‌به‌رخداد
پتانسیل‌های وابسته به رخداد (به انگلیسی: event-related potential) پتانسیل‌های کوچکی هستند، که توسطِ مغز و در پاسخ به یک اتفاق یا تحریک خارجی تولید می‌شوند. پتانسیل‌های وابسته به رخداد که به اختصار ERP نیز نامیده می‌شوند، بر روی سیگنال مغزی (EEG) افراد ظاهر می‌شوند و می‌توانند در اثر محرک‌های مختلف حسی، حرکتی یا شناختی ایجاد شوند.
پتانسیل‌های وابسته به رخداد یکی از مولفه‌های بسیار پرکاربرد در تحقیقات حوزه‌های مختلف همچون علوم شناختی، روانشناسی شناختی، مطالعات علوم اعصاب و .. به شمار می‌رود.
سیگنال‌های ERP معمولاً بر اساس میزان تأخیر (فاصله زمانی مابین تحریک و وقوع پتانسیل‌های وابسته به رویداد در سیگنال مغزی) و دامنه، به انواع مختلفی همچون مولفه‌های N100، P300 و .. تقسیم می‌شوند.